# ぶどう酒 (ベルク)
演奏会用アリア『ぶどう酒』(ドイツ語: 	Konzertarie "Der Wein") は、アルバン・ベルクが作曲した独唱と管弦楽のための作品。題名は『ワイン』とも表記される。詩はシャルル・ボードレールの詩集『悪の華』をシュテファン・ゲオルゲがドイツ語訳したものから取られている。

## 作品
オペラ『ルル』作曲初期の1929年春、ソプラノ歌手ルツェナ・ヘルリンガー (de:Ruzena Herlinger) から作品の委嘱を受けて書かれた。ヘルリンガーは「オーケストラ付きのアリアかカンタータを現代の様式で書く」ことを望んでおり、モーツァルトの演奏会用アリアを例に挙げていた。作曲は5月から8月にかけて手がけられ、初演は1930年6月4日にケーニヒスベルクで開かれた全ドイツ音楽協会 (Allgemeiner Deutscher Musikverein) の音楽祭において、ヘルリンガーの独唱とヘルマン・シェルヘンの指揮で行われた。
出版は1930年にエルヴィン・シュタインによるピアノ伴奏編曲版が発表され、原曲が出版されたのは1966年のことだった。ベルクの伝記を書いたハンス・レートリヒ (en:Hans Redlich) は、この作品は『ルル』への習作としての意義をもつと指摘しており、詩の選択、形式、音色やオーケストレーションにくわえて歌唱様式にも共通点がみられる。オーケストラにはサクソフォーンとピアノが取り入れられ、ポピュラー音楽の語法を利用している。

## 楽器編成
独唱（ソプラノまたはテノール）
フルート2（ピッコロ2持ち替え）、オーボエ2（コーラングレ1持ち替え）、クラリネット2、バスクラリネット、アルト・サクソフォーン、ファゴット2、コントラファゴット、ホルン4、トランペット2、トロンボーン2、チューバ、ティンパニ、大太鼓、小太鼓、タンバリン、シンバル（クラッシュ、サスペンデッド）、タムタム、ゴング（低音）、トライアングル、グロッケンシュピール、ピアノ、ハープ、弦五部
ソプラノ歌手のために書かれた作品だが、弟子のヴィリー・ライヒ (de:Willi Reich) によれば、ベルクはテノールによる歌唱も望んでいたという。

## 構成
演奏時間は15分前後。

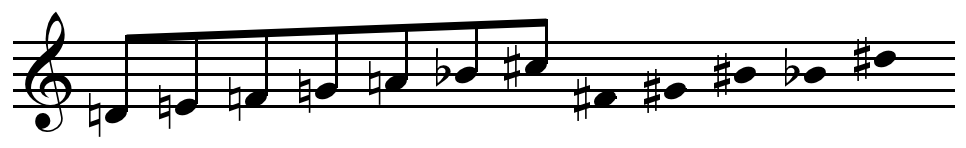
基本音列

全体の構造はソナタ形式と三部形式の組みあわせと考えることができる。ベルクは5篇からなる原詩（ゲオルゲが翻訳したのは4篇）から『ワインの魂』(Die Seele des Weins)、『愛する者たちのワイン』(Der Weinder Liebenden)、『孤独者のワイン』(Der Wein des Einsamen) の3篇を抜き出し並べかえており、詩に対応したA-B-A'の形式を見いだせる。それと同時に3篇の詩は、ソナタ形式の提示部、対比的なスケルツォ風の中間部、再現部とコーダ、にも対応する。『愛する者たちのワイン』の後半に対して、その後のオーケストラによる後奏はシンメトリックに逆行するように書かれている。
十二音技法を用いているが、中心となる音列の前半6音はニ短調の、後半のうち5音は変ト長調（嬰へ長調）の構成音でできており、のちの『ルル』やヴァイオリン協奏曲と同様に調性的な要素が導入されている。